# 仁错约玛
仁错约玛（藏語：རིང་མཚོ་འོག་མ，威利转写：ring mtsho 'og ma，THL：Ringtso Okma，藏语意为“下长湖”）位于中国西藏自治区那曲市班戈县境内，地处班戈县西部，念青唐古拉山北麓，西与仁错贡玛相连，东北与玖如错毗邻，湖面海拔4648米，面积55.2平方公里。湖区年均气温0～2℃左右，年均降水300～400毫米。第四纪时期与玖如错、仁错贡玛为一个湖泊，后气候变干，湖面退缩，形成三个独立湖泊。有时与仁错贡玛合称为“仁错”。